# 線型方程式
線型方程式（せんけいほうていしき、linear equation）とは、線型性を持つ写像（関数・作用素）の等式で表される方程式のことである。線形等の用字・表記の揺れについては線型性を参照。
線型方程式においては、その線型性から解の重ね合わせが成り立つなどいくつものよい性質が成り立つ。線型方程式（特に多変数の一次代数方程式）の研究から行列などの手法が整備され、線型代数学という一分野が形成された。
線型代数学の整備により、多くの場合に線型方程式の係数を実数や複素数に限らず、四則演算が自由にできる（つまり体と呼ばれる代数的構造をもつ）集合からとったとして広く適用できる結果が知られている。
以下、特に断らない場合は係数をとる集合 K を（可換な）体とする。多くの場合 K は、実数全体の成す集合 R または複素数全体の成す集合 C のことと思って差し支えない。
- 一次方程式: 線型写像 a と定数 b が与えられているときの、未知数 x に関する方程式 a(x) = b
- 線型微分方程式: 線型写像 a と微分 ∂x := d/dx に対して微分作用素 a(∂x) を定義して、a(∂x)y = b を考える。
- 線型漸化式、線型力学系

## 重ね合わせの原理
斉次方程式の持つ線型性から、X, Y がその方程式の解ならばその一次結合 αX + βY もやはりその方程式の解となる。このことを指して重ね合わせの原理が成り立つという。
斉次でない方程式も、一つの特殊解が見つかれば、ほかの解はその方程式に属する斉次方程式の解を加えることにより得られる。
したがって、線型方程式の解の全体は一つのベクトル空間（あるいはアフィン空間）をつくる。これを方程式の解空間という。